# 흡혈오징어목
흡혈오징어목(Vampyromorphida)은 두족류에 속하는 연체동물 목의 하나이다. 현존하는 흡혈오징어(Vampyroteuthis infernalis) 단 1종만을 포함하고 있다. 몸은 문어와 다소 비슷하지만, 8개의 다리가 하나의 그물처럼 연결되어 있으며  2개의 작은 다리가 별도로 존재한다.

## 하위 분류
- 흡혈오징어목(Vampyromorphida)
  -  ? † Kelaenina
    - † Muensterellidae

  - † Prototeuthina
    - † Loligosepiidae
    - † Geopeltididae
    - † Lioteuthididae
    - † Mastigophoridae

  - † Mesoteuthina
    - † Palaeololiginidae
      - † Teudopseinae
      - † Palaeololigininae

  - 흡혈오징어아목(Vampyromorphina)
    - 흡혈오징어과(Vampyroteuthidae)

아래 분류는 흡혈오징어목에 속하는 것으로 오랫동안 간주해 왔으나 아직 분류학적 위치가 불확실하다.
- † Plesioteuthididae
- † Leptotheuthididae
- † Trachyteuthidida
  - † Trachyteuthidinae
  - † Actinosepiinae